# Contea di Guidong
La contea di Guidong (桂东县S, Guìdōng XiànP) è una contea della Cina, situata nella provincia di Hunan e amministrata dalla prefettura di Chenzhou.